# スーニ (イタリア)
スーニ（イタリア語: Suni）は、イタリア共和国サルデーニャ自治州オリスターノ県にある、人口約1,100人の基礎自治体（コムーネ）。

## 地理

### 位置・広がり

#### 隣接コムーネ
隣接するコムーネは以下の通り。括弧内のSSはサッサリ県、NUはヌーオロ県所属を示す。
- ボーザ
- フルッシーオ
- モードロ
- ポッツォマッジョーレ (SS)
- サーガマ
- シンディーア (NU)
- ティンヌーラ